# Kanadische Unterhauswahl 1887
- Lib: 80
- Lib-Kon: 26
- Sonst.: 3
- Unabh.: 10
- Kons: 96

Die 6. kanadische Unterhauswahl (engl. 6th Canadian General Election, frz. 6e élection fédérale canadienne) fand am 22. Februar 1887 statt. Gewählt wurden 215 Abgeordnete des kanadischen Unterhauses (engl. House of Commons, frz. Chambre des Communes).

## Die Wahl
Die Konservative Partei von Premierminister John Macdonald und die mit ihr verbundene Liberal-Konservativen konnte zum dritten Mal in Folge ihre Mehrheit behaupten. Die von Edward Blake angeführte Liberale Partei verzeichneten wie schon fünf Jahre zuvor einzelne Sitzgewinne, schaffte es aber erneut nicht, einen Regierungswechsel herbeizuführen. Zum ersten Mal wahlberechtigt waren die Einwohner der Nordwest-Territorien, die damals auch die heutigen Provinzen Alberta und Saskatchewan sowie Teile von Manitoba umfassten.
Die Wahlbeteiligung betrug 70,1 %.

## Ergebnisse

### Gesamtergebnis
| Partei | Partei                        | Vorsitzender   | Kandi- daten | Sitze 1882 | Sitze 1887 | +/−  | Stimmen  | Wähler- anteil | +/−       |
| ------ | ----------------------------- | -------------- | ------------ | ---------- | ---------- | ---- | -------- | -------------- | --------- |
|        | Konservative Partei           | John Macdonald | 172          | 094        | 096        | + 02 | 291.138  | 40,15 %        | + 12,32 % |
|        | Liberal-konservative Partei 1 | John Macdonald | 031          | 039        | 026        | − 13 | 52.667   | 7,26 %         | – 5,30 %  |
|        | Liberale Partei               | Edward Blake   | 184          | 073        | 080        | + 07 | 312.736  | 43,13 %        | + 12,03 % |
|        | Unabhängige Liberale          |                | 009          | 002        | 06         | + 04 | 15.695   | 2,16 %         | + 1,05 %  |
|        | Unabhängige Konservative      |                | 008          | 001        | 03         | + 02 | 11.345   | 1,56 %         | + 1,39 %  |
|        | Unabhängige                   |                | 010          | 001        | 01         |      | 8.984    | 1,24 %         | – 0,35 %  |
|        | Nationalistische Konservative |                | 002          | 001        | 02         | + 01 | 3.522    | 0,49 %         | + 0,28 %  |
|        | Nationalisten                 |                | 006          |            | 01         | + 01 | 4.784    | 0,66 %         | + 0,66 %  |
|        | nicht bekannt                 |                | 18           |            |            |      | 24.172   | 3,33 %         | − 22,08 % |
| Gesamt | Gesamt                        | Gesamt         | 440          | 211        | 215        | + 04 | 0725.043 | 100,0 %        |           |

Übersicht der Provinzen und Territorien

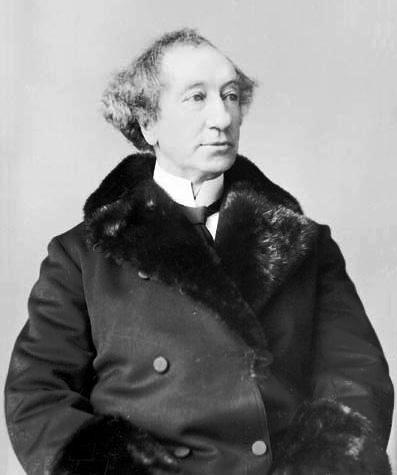
John Macdonald

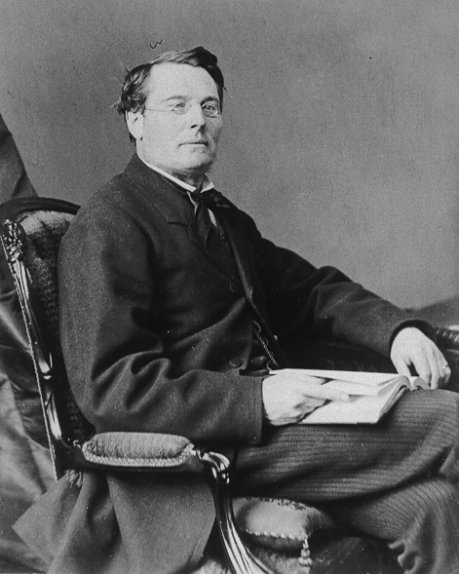
Edward Blake

1 Die Liberal-Konservativen bildeten zusammen mit den Konservativen eine Fraktion im Unterhaus

### Akklamationen
Sechs Abgeordnete wurden mangels Gegenkandidaten per Akklamation gewählt:
- British Columbia: 1 Konservativer
- Manitoba: 1 Liberal-Konservativer
- Québec: 1 Konservative, 3 Liberale

### Ergebnis nach Provinzen und Territorien
| Partei       | Partei                        | Partei       | BC   | NW   | MB   | ON    | QC   | NB   | NS   | PE   | Gesamt |
| ------------ | ----------------------------- | ------------ | ---- | ---- | ---- | ----- | ---- | ---- | ---- | ---- | ------ |
|              | Konservative Partei           | Sitze        | 4    | 4    | 2    | 45    | 23   | 8    | 10   |      | 96     |
|              | Konservative Partei           | Anteil in %  | 62,3 | 53,3 | 32,9 | 43,4  | 35,6 | 39,4 | 41,3 | 39,0 | 40,2   |
|              | Liberal-konservative Partei   | Sitze        | 2    |      | 1    | 9     | 8    | 2    | 4    |      | 26     |
|              | Liberal-konservative Partei   | Anteil in %  | 22,1 |      | 17,4 | 5,7   | 9,2  | 6,0  | 10,7 | 7,5  | 7,3    |
|              | Liberale Partei               | Sitze        |      |      | 2    | 37    | 24   | 5    | 7    | 5    | 80     |
|              | Liberale Partei               | Anteil in %  | 15,6 | 34,5 | 44,6 | 46,9  | 41,7 | 40,9 | 41,9 | 41,8 | 43,1   |
|              | Unabhängige Liberale          | Sitze        |      |      |      | 1     | 3    | 1    |      | 1    | 6      |
|              | Unabhängige Liberale          | Anteil in %  |      |      | 5,2  | 0,8   | 3,7  | 3,8  |      | 11,7 | 2,2    |
|              | Unabhängige Konservative      | Sitze        |      |      |      |       | 3    |      |      |      | 3      |
|              | Unabhängige Konservative      | Anteil in %  | 18,6 | 12,2 |      | 0,3   | 5,7  |      | 0,4  |      | 1,6    |
|              | Unabhängige                   | Sitze        |      |      |      |       | 1    |      |      |      | 1      |
|              | Unabhängige                   | Anteil in %  |      |      |      | <0,05 | 1,3  | 3,4  | 5,8  |      | 1,2    |
|              | Nationalistische Konservative | Sitze        |      |      |      |       | 2    |      |      |      | 2      |
|              | Nationalistische Konservative | Anteil in %  |      |      |      |       | 2,4  |      |      |      | 0,5    |
|              | Nationalisten                 | Sitze        |      |      |      |       | 1    |      |      |      | 1      |
|              | Nationalisten                 | Anteil in %  |      |      |      |       | 3,3  |      |      |      | 0,7    |
|              | nicht bekannt                 | Anteil in %  |      |      |      | 3,1   | 6,1  | 6,5  | 0,2  |      | 3,3    |
| Sitze gesamt | Sitze gesamt                  | Sitze gesamt | 6    | 4    | 5    | 92    | 65   | 16   | 21   | 6    | 215    |